# Novembre 2010 en sport
Pour un article plus général, voir 2010 en sport.
Cette page concerne l'actualité sportive du mois de novembre 2010

## Principaux rendez-vous
- 4 au 13 novembre : championnats du monde d'escrime à Paris.

- 11 au 13 : Championnats du monde de trampoline 2010 à Metz en France.